# Leucogonia kebeensis
Leucogonia kebeensis är en fjärilsart som beskrevs av Bethune-Baker 1906. Leucogonia kebeensis ingår i släktet Leucogonia och familjen nattflyn. Inga underarter finns listade i Catalogue of Life.